# Paraplanodes granulatocostatus
Paraplanodes granulatocostatus là một loài bọ cánh cứng trong họ Cerambycidae.